# Maculinea semiobscura
Maculinea semiobscura är en fjärilsart som beskrevs av Frederick William Frohawk 1938. Maculinea semiobscura ingår i släktet Maculinea och familjen juvelvingar. Inga underarter finns listade i Catalogue of Life.